# دانييل فريدمان
دانييل فريدمان Daniel Fridman (ولد في 15 فبراير 1976 في ريغا) لاعب شطرنج ألماني من أصل لاتفي، يحمل لقب أستاذ كبير.

## حياته
- تعلم الشطرنج في سن الرابعة.
- تزوج من الأمريكية آنا زاتوفسكي التي تحمل لقب أستاذة كبيرة سيدات.

## إنجازات
- فاز ببطولة لاتفيا للشطرنج عام 1996.
- فاز ببطولة ألمانيا للشطرنج عام 2008، 2012، 2014.
- فاز بميدالية برونزية في بطولة العالم تحت 16 سنة عام 1992.

## ألقاب
- نال لقب أستاذ دولي عام 1994.

## تصنيف إيلو
- بلغ في تصنيف إيلو 2635 نقطة 2018.
- كان المصنف رقم 85 في يناير 2012 وفق الاتحاد الدولي للشطرنج.

## روابط خارجية
- دانييل فريدمان على موقع الاتحاد الدولي للشطرنج (الإنجليزية)
- دانييل فريدمان على موقع مباريات الشطرنج (الإنجليزية)
- دانييل فريدمان على موقع 365Chess.com (الإنجليزية)
- دانييل فريدمان على موقع Chesstempo.com (الإنجليزية)
- دانييل فريدمان سجل أولمبياد الشطرنج على موقع OlimpBase.org (الإنجليزية)